# Adrian Mitchell (Schriftsteller)
Adrian Mitchell (* 24. Oktober 1932 in London; † 20. Dezember 2008 ebenda) war ein englischer Schriftsteller, der besonders für satirische und politische Lyrik bekannt ist wie To Whom It May Concern, ein wütendes Gedicht gegen die Informationspolitik während des Vietnamkrieges. Mitchell trat oft bei Lesungen auf und verfasste außerdem Romane, Libretti und Drehbücher. In späteren Jahren begann er auch Kinder- und Jugendliteratur zu schreiben.

## Leben und Schaffen
Mitchell wurde in der Nähe von Hampstead Heath geboren. Seine Mutter Kathleen Fabian war Erzieherin, sein Vater Jock Mitchell war Chemiker und stammte aus Cupar. Adrian Mitchell ging in Bath und Wiltshire zur Schule. Sein erstes Stück schrieb er bereits im Alter von neun Jahren und mit seinem Freund Gordon Snell inszenierte er auch in der Jugendzeit Schultheaterstücke. Nach dem Schulabschluss wurde er in die Royal Air Force eingezogen, eine Zeit, die nach eigenen Aussagen seinen Pazifismus bestärkt habe. Nach einem Studium am Christ Church College in Oxford, währenddessen er Gedichte schrieb und die Studentenzeitschrift Isis herausgab, entschied er sich gegen den Beruf des Grundschullehrers und arbeitete ab 1955 bzw. 1957 als Reporter und Journalist für die Oxford Mail und den Evening Standard. Zwischen 1963 und 1965 war er freier Mitarbeiter bei verschiedenen Zeitungen, wo er v. a. Musikkritiken schrieb.
Mitchells produktive literarische Karriere begann 1961, als er nach einer Erbschaft sein erstes Fernsehspiel schreiben konnte. Im Jahr darauf veröffentlichte er seinen ersten Roman. 1965 las er, neben Allen Ginsberg, William S. Burroughs u. a., bei der International Poetry Incarnation in der Royal Albert Hall, welche Gegenstand eines Dokumentarfilms war. Nachdrücklich artikulierte er dort mit seinen eingängigen und bissigen Versen die Ablehnung einer ganzen Generation gegen den Vietnamkrieg und zog so erstmals die Aufmerksamkeit der Öffentlichkeit auf sich. Die öffentliche Lesung seiner Werke sollte ein wichtiger Bestandteil seiner Karriere bleiben; er hatte mehr als Tausend Auftritte auf allen Kontinenten. Dahinter verbarg sich neben politischen Idealen der Wunsch danach, Lyrik einer breiteren Öffentlichkeit zugänglich zu machen, denn: „Most people ignore most poetry because most poetry ignores most people. (Die meisten Leute ignorieren die meiste Poesie,  weil die meiste Poesie die meisten Leute ignoriert.)“ Der unbedingte Einsatz seiner Lyrik für Frieden und Gerechtigkeit machte sie besonders im linken politischen Spektrum beliebt. Mitchells gelegentlich in autobiografisch gefärbten Gedichten angedeuteter Hang zu revolutionären und anarchistischen Ideen spiegelt sich oft in der unkonventionellen Form und eigenwilligen Sprache seiner Werke wider.
In den 1960er-Jahren veröffentlichte er außerdem Gedichtbände, arbeitete für die Royal Shakespeare Company, schrieb ein neues Libretto für die Zauberflöte und adaptierte Peter Weiss’ Marat/Sade als Drehbuch, wofür er den PEN Translation Prize erhielt. Auch später adaptierte er immer wieder bekannte Autoren – z. B. Gogol, Carroll, Orwell oder Lewis – für Theater, Musiktheater oder Film. Dem mit ihm gut befreundeten Musiker und Komponisten Paul McCartney half er beim Schreiben von Blackbird Singing, einem kleinen Gedichtband, den McCartney und Mitchell auch auf einer Tour vorstellten, bei dem Mitchell zu Musik daraus vortrug. In den 1970er-Jahren schrieb Mitchell neben Gedichten und einigen Drehbüchern drei weitere Romane, Librettos für Opern Peter Schats und Louisa Lasduns sowie ein Stück über William Blake, der großen Einfluss auf ihn ausgeübt hatte. In den 1980er-Jahren begann er außerdem Gedichte und Geschichten für Kinder zu schreiben, was später immer mehr seines Schaffens ausmachte.
Im November 1998 führte die Royal Shakespeare Company seine erfolgreiche Bühnenfassung von C. S. Lewis’ Kinderbuch The Lion, the Witch and the Wardrobe, zu der Shaun Davey die Musik schrieb, auf.
Er war bis zu seinem Tod schriftstellerisch aktiv. Aufgrund seiner überaus produktiven Karriere und seiner ständigen Appelle an das soziale Gewissen der Menschen wurde er in seinen letzten Jahren, einem Ausspruch der sozialistischen Zeitschrift Red Pepper folgend, oft als „Shadow Poet Laureate“ bezeichnet.
Adrian Mitchell hatte fünf Kinder aus zwei Ehen sowie sechs Enkel.

## Werke (Auswahl)
- 1962: If You See Me Comin’
- 1964: Poems
- 1968: Out Loud
- 1970: The Bodyguard
- 1971: Ride the Nightmare
- 1973: Wartime
- 1975: The Apeman Cometh
- 1975: Man Friday
- 1982: For Beauty Douglas
- 1984: On the Beach at Cambridge
- 1984: Nothingmas Day
- 1985: The Baron Rides Out
- 1986: The Baron on the Island of Cheese
- 1987: The Baron all at Sea
- 1988: Love Songs of World War Three
- 1991: All My Own Stuff
- 1994: The Ugly Duckling
- 1996: Blue Coffee
- 1997: Heart on the Left
- 1997: Balloon Lagoon
- 1998: Robin Hood and Marian
- 1999: Nobody Rides the Unicorn
- 2000: All Shook Up
- 2001: Zoo of Dreams
- 2004: The Shadow Knows
- 2004: Daft as a Doughnut
- 2009: Tell Me Lies
- 2009: Umpteen Pockets

## Drehbucharbeiten (Auswahl)
- 1966: Die Verfolgung und Ermordung Jean Paul Marats dargestellt durch die Schauspielgruppe des Hospizes zu Charenton unter Anleitung des Marquis de Sade (The Persecution and Assassination of Jean-Paul Marat as performed by the Inmates of the Asylum at Charenton under the Direction of the Marquis de Sade)
- 1975: Freitag und Robinson